# Le buone stelle - Broker
Le buone stelle - Broker (브로커?, BeurokeoLR) è un film del 2022 scritto, diretto e montato da Hirokazu Kore'eda, al suo primo film in lingua coreana.
È stato presentato in concorso al 75º Festival di Cannes, dove Song Kang-ho ha vinto il premio per il miglior attore.

## Trama
Un autoproclamatosi "broker di buone azioni" trova una famiglia ad un bebè abbandonato presso una ruota degli esposti, ma lui e il suo socio vengono raggiunti dalla ragazza madre del bambino, pentitasi della sua scelta, e da due agenti di polizia.

## Promozione
Il teaser trailer del film è stato diffuso online il 19 aprile 2022.

## Distribuzione
Il film è stato presentato in anteprima mondiale il 17 maggio 2022, in concorso al 75º Festival di Cannes. È stato distribuito nelle sale cinematografiche sudcoreane a partire dal giugno dello stesso anno, mentre nelle sale italiane è uscito il 13 ottobre 2022.

## Riconoscimenti
- 2022 – Festival di Cannes[2][3]
  - Prix d'interprétation masculine a Song Kang-ho
  - Premio della giuria ecumenica
  - In concorso per la Palma d'oro